# Agostino Cornacchini
Agostino Cornacchini (* 26. August 1686 in Pescia, Großherzogtum Toskana; † 1754 in Rom) war ein italienischer Bildhauer und Maler des Barock und des Rokoko.

## Leben
Cornacchini, Sohn von Ludovico und Lucia Niccolai, zog im Alter von elf Jahren mit seiner Familie von Pescia nach Florenz. Dort betrat er 1697 das Atelier des Bildhauers Giovanni Battista Foggini, des ersten Bildhauers am Medici-Hof, der bis zu seinem Tod 1725 als die einflussreichste Figur der florentinischen Barockskulptur gilt. 1709 beauftragte ihn der englische, gerade in Florenz eingetroffene Antiquar und Sammler John Talman (1677–1726) mit der Anfertigung von Zeichnungen berühmter italienischer Skulpturen. Förderung erhielt er auch durch den florentinischen Diplomaten, Maler und Kunstsammler Francesco Maria Niccolò Grabburri (1676–1742), damals Vizedirektor der Accademia delle arti del disegno, der heutigen Accademia di Belle Arti zu Florenz. Dieser beauftragte ihn mit der Anfertigung von Stuckverzierungen in seinem Haus in Florenz, des heutigen Palazzo Guintini. Solche Verzierungen führte Cornacchini außerdem in den Jahren 1710 bis 1712 für die Kapelle San Giovanni Gualberto in der Kirche Santa Trinità aus.

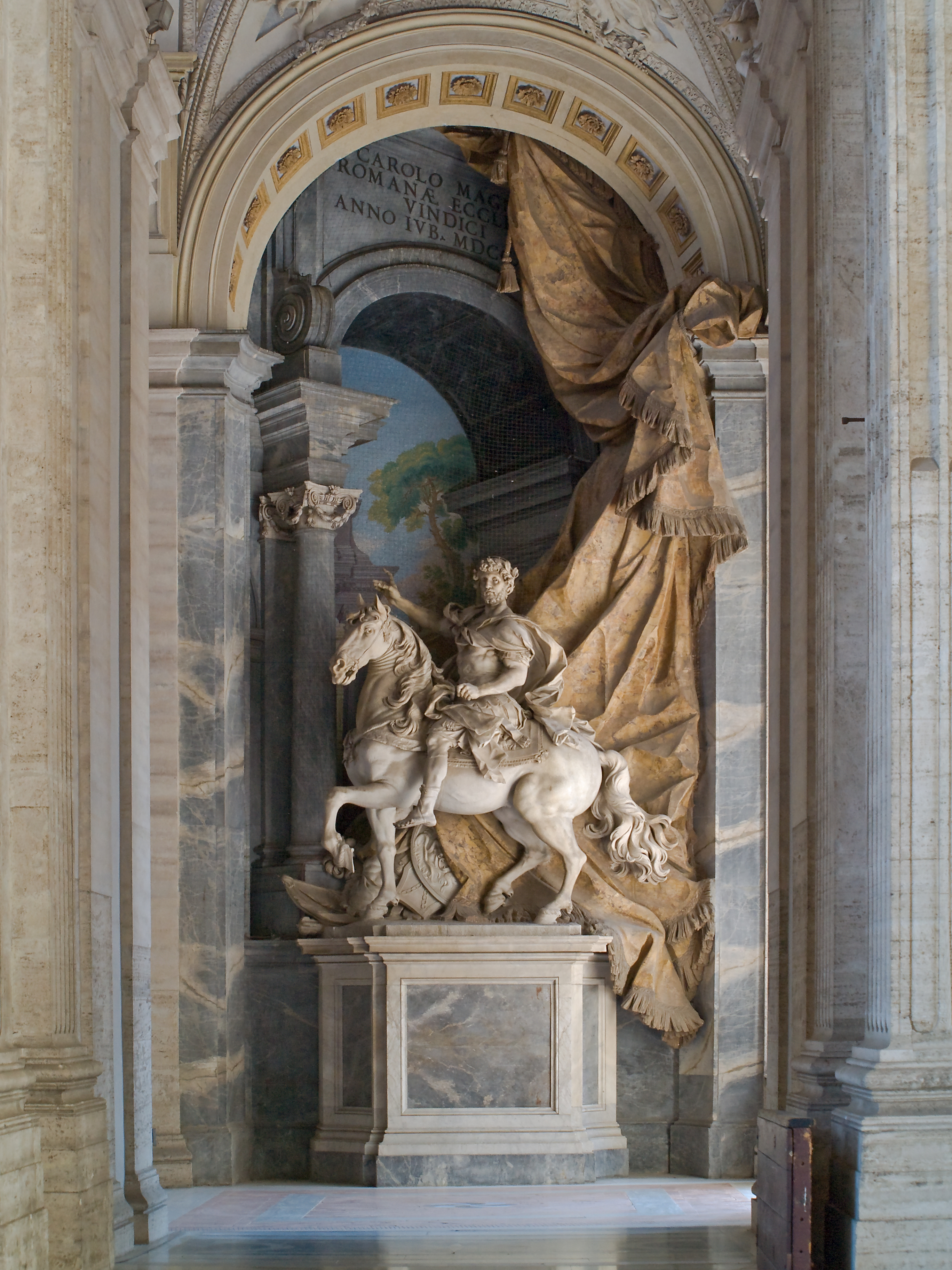
Reiterstandbild Karls des Großen in der Vorhalle zum Eingang des Petersdoms, 1725

Als Grabburri 1712 nach Rom ging, nahm er Cornacchini mit. Er versorgte ihn nicht nur mit den lebensnotwendigen Dingen, sondern auch mit einer Ausstattung, die er für seine Kunst brauchte. Durch die Gönnerschaft von Grabburris Onkel, des Kardinals Carlo Agostino Fabroni (1651–1727), konnte er in den Jahren 1714 bis 1716 in dessen Haushalt leben. In dieser Zeit schuf Cornacchini eine Natività und eine Deposizione. Diese Skulpturen befinden sich heute in der Biblioteca Fabroniana in Pistoia. Zu Beginn der 1720er Jahre bezog Cornacchini bis 1727 mit einem Bruder und einer Tante ein eigenes Wohnatelier, in dem Cornacchini sein Hauptwerk, das Reiterstandbild Karls des Großen, anfertigte und aufbewahrte. Dort war Giovanni Antonio Cybei sein Schüler. Das Reiterstandbild Karls des Großen wurde schließlich an der südlichen Stirnseite des Narthex des Petersdoms platziert, als ikonografisches Pendant des am Fuße der Scala Regia aufgestellten Reiterstandbilds Konstantin des Großen von Gian Lorenzo Bernini. In dem Wohnatelier entstand auch Cornacchinis bedeutende Speranza, eine lebensgroße allegorische Figur der Hoffnung, die sich heute in der Kapelle des Palazzo del Monte di Pietà in Rom befindet.
Am 4. Februar 1727 heiratete er Maria Angelica Papi, ein zwanzig Jahre jüngeres Mädchen, und zog mit ihr in ein geeigneteres Haus in der Via della Lupa. Als Clemens XII. den päpstlichen Thron bestieg, wuchs die Nachfrage nach florentinischen Künstlern in Rom. Für die Corsini-Kapelle in der Lateranbasilika schuf er 1734/35 eine Statue der Prudenza (Besonnenheit). In den Jahren 1735 bis 1737 fertigte er außerdem eine Statue von Clemens XII.